# Chileulia
Chileulia là một chi bướm đêm thuộc họ Tortricidae.

## Các loài
- Chileulia stalactitis (Meyrick, 1931)